# 그레고리오 세스페데스
그레고리오 데 세스페데스(스페인어: Gregorio de Céspedes, 1551 - 1611)는 스페인 마드리드 인근에서 태어나 포르투갈령 인도(지금의 고아주)와 일본 그리고 조선에서 선교 활동을 하였던 예수회 선교사이다.

## 생애
세스페데스는 1569년에 예수회에 들어간 후 1575년에 포르투갈령 인도로 파견되었다가 1577년에 일본 나가사키 쪽으로 오게된다. 약 10년간 일본 각지에서 포교를 하다가 1587년 바테렌 추방령으로 히라도섬으로 유배된다. 그러다가 1592년에 임진왜란이 발발하자 고니시 유키나가가 이끄는 일본군과 같이 종군하여 1593년 12월 27일에 조선에 도착하게 되는데, 이것으로 세스페데스는 조선에 온 최초의 서양 선교사라 알려지고 있다. 기독교가 금지되고 박해받던 조선 땅에 복음을 전파하기 위해 세스페데스는 한국어를 배우고 한국 문화에 깊이 스며들었다. 포로부터 일본 군인까지 각계계층의  한국인들과 관계를 맺고 복음을 전파했다. 
세스페데스는  결국  조선  정부에  의해  추방되었지만 그의  노력은  헛되지  않았다. 한국에  기독교의  씨앗을  심었고, 한국 기독교가 번성하기 위한 토대를 마련했다. 세스페데스의 삶과 노력은 오늘날까지도 한국의 교인들에게 큰 영감을 주고 있다.

## 같이 보기
- 일본의 로마 가톨릭교회
- 기리시탄
- 피에르 모방
- 귀스타브샤를마리 뮈텔
- 빈센트 권

## 참고 문헌
- 아틀라스뉴스 Atlas News 임진왜란 때 최초 카톨릭 신자 된 조선인
- National Institute of Korean History
- 한·스페인 관계 : 과거에서 현재까지
- 박철, 그레고리오 데 세스페데스, 스페인 예수회, 16세기 한국을 방문한 최초의 유럽인 방문자, 서울: 서강대학교, 1987.
- 박철, 극동 스페인 사절단의 문화 활동에 대한 문학적 증언, 마드리드: 스페인 외무부, 1986.